# Nummer 1-hits in de Billboard Hot 100 in 1977
Deze hits stonden in 1977 op nummer 1 in de Billboard Hot 100.
| Datum        | Artiest                         | Titel                                          |
| ------------ | ------------------------------- | ---------------------------------------------- |
| 1 januari    | Rod Stewart                     | Tonight's the night (gonna be alright)         |
| 8 januari    | Marilyn McCoo & Billy Davis Jr. | You don't have to be a star (to be in my show) |
| 15 januari   | Leo Sayer                       | You make me feel like dancing                  |
| 22 januari   | Stevie Wonder                   | I wish                                         |
| 29 januari   | Rose Royce                      | Car wash                                       |
| 5 februari   | Mary MacGregor                  | Torn between two lovers                        |
| 12 februari  | Mary MacGregor                  | Torn between two lovers                        |
| 19 februari  | Manfred Mann's Earth Band       | Blinded by the light                           |
| 26 februari  | Eagles                          | New kid in town                                |
| 5 maart      | Barbra Streisand                | Love theme from 'A Star Is Born' (Evergreen)   |
| 12 maart     | Barbra Streisand                | Love theme from 'A Star Is Born' (Evergreen)   |
| 19 maart     | Barbra Streisand                | Love theme from 'A Star Is Born' (Evergreen)   |
| 26 maart     | Daryl Hall & John Oates         | Rich girl                                      |
| 2 april      | Daryl Hall & John Oates         | Rich girl                                      |
| 9 april      | ABBA                            | Dancing queen                                  |
| 16 april     | David Soul                      | Don't give up on us                            |
| 23 april     | Thelma Houston                  | Don't leave me this way                        |
| 30 april     | Glen Campbell                   | Southern nights                                |
| 7 mei        | Eagles                          | Hotel California                               |
| 14 mei       | Leo Sayer                       | When I need you                                |
| 21 mei       | Stevie Wonder                   | Sir Duke                                       |
| 28 mei       | Stevie Wonder                   | Sir Duke                                       |
| 4 juni       | Stevie Wonder                   | Sir Duke                                       |
| 11 juni      | KC & the Sunshine Band          | I'm your boogie man                            |
| 18 juni      | Fleetwood Mac                   | Dreams                                         |
| 25 juni      | Marvin Gaye                     | Got to give it up, pt. 1                       |
| 2 juli       | Bill Conti                      | Gonna fly now (Theme from 'Rocky')             |
| 9 juli       | Alan O'Day                      | Undercover angel                               |
| 16 juli      | Shaun Cassidy                   | Da doo ron ron                                 |
| 23 juli      | Barry Manilow                   | Looks like we made it                          |
| 30 juli      | Andy Gibb                       | I just want to be your everything              |
| 6 augustus   | Andy Gibb                       | I just want to be your everything              |
| 13 augustus  | Andy Gibb                       | I just want to be your everything              |
| 20 augustus  | The Emotions                    | Best of my love                                |
| 27 augustus  | The Emotions                    | Best of my love                                |
| 3 september  | The Emotions                    | Best of my love                                |
| 10 september | The Emotions                    | Best of my love                                |
| 17 september | Andy Gibb                       | I just want to be your everything              |
| 24 september | The Emotions                    | Best of my love                                |
| 1 oktober    | Meco                            | 'Star Wars' theme / Cantina Band               |
| 8 oktober    | Meco                            | 'Star Wars' theme / Cantina Band               |
| 15 oktober   | Debby Boone                     | You light up my life                           |
| 22 oktober   | Debby Boone                     | You light up my life                           |
| 29 oktober   | Debby Boone                     | You light up my life                           |
| 5 november   | Debby Boone                     | You light up my life                           |
| 12 november  | Debby Boone                     | You light up my life                           |
| 19 november  | Debby Boone                     | You light up my life                           |
| 26 november  | Debby Boone                     | You light up my life                           |
| 3 december   | Debby Boone                     | You light up my life                           |
| 10 december  | Debby Boone                     | You light up my life                           |
| 17 december  | Debby Boone                     | You light up my life                           |
| 24 december  | Bee Gees                        | How deep is your love                          |
| 31 december  | Bee Gees                        | How deep is your love                          |

1940 ·
1941 · 
1942 ·
1943 ·
1944 ·
1945 ·
1946 ·
1947 ·
1948 ·
1949 ·
1950 ·
1951 ·
1952 ·
1953 ·
1954 ·
1955 ·
1956 ·
1957 ·
1958 ·
1959 ·
1960 ·
1961 ·
1962 ·
1963 ·
1964 ·
1965 ·
1966 ·
1967 ·
1968 ·
1969 ·
1970 ·
1971 ·
1972 ·
1973 ·
1974 ·
1975 ·
1976 ·
1977 ·
1978 ·
1979 ·
1980 ·
1981 ·
1982 ·
1983 ·
1984 ·
1985 ·
1986 ·
1987 ·
1988 ·
1989 ·
1990 ·
1991 ·
1992 ·
1993 ·
1994 ·
1995 ·
1996 ·
1997 ·
1998 ·
1999 ·
2000 ·
2001 ·
2002 ·
2003 ·
2004 ·
2005 ·
2006 ·
2007 ·
2008 ·
2009 ·
2010 ·
2011 ·
2012 ·
2013 ·
2014 ·
2015 ·
2016 ·
2017 ·
2018 ·
2019 ·
2020 ·
2021 ·
2022 ·
2023
- Nederland (Top 40)
- Nederland (Single Top 100)
- Vlaanderen (Radio 2 Top 30)
- Duitsland
- Verenigd Koninkrijk
- Verenigde Staten (Hot 100)